# 何傅
何傅（？—1700年），字东山，福建福清人，清朝軍事將領。
何傅曾任陝西漢中城守副將，康熙十二年（1673年）升任山西大同總兵官。康熙十五年（1676年），改任直隸真定總兵官。康熙十七年（1678年），改任山東登州總兵官。康熙十八年（1679年），擢升为山東提督。康熙二十一年（1682年），改任四川提督。康熙二十四年（1685年），改任陝西固原提督。康熙三十一年（1692年），因年老而辭官。康熙三十九年（1700年）去世。